# Apalis
Apalis is een geslacht van zangvogels uit de familie Cisticolidae.

## Soorten
Het geslacht kent de volgende soorten:
- Apalis alticola  – Bruinkopapalis
- Apalis argentea  – Zilverapalis
- Apalis bamendae  – Bamenda-apalis
- Apalis binotata  – Maskerapalis
- Apalis chapini  – Chapins apalis
- Apalis chariessa  – Witvleugelapalis
- Apalis chirindensis  – Chirinda-apalis
- Apalis cinerea  – Grijze apalis
- Apalis flavida  – Geelborstapalis
- Apalis flavigularis  – Geelkeelapalis
- Apalis flavocincta  – Bruinstaartapalis
- Apalis fuscigularis  – Taita-apalis
- Apalis goslingi  – Goslings apalis
- Apalis jacksoni  – Zwartkeelapalis
- Apalis kaboboensis  – Kabobo-apalis
- Apalis karamojae  – Karamoja-apalis
- Apalis lynesi  – Namuli-apalis
- Apalis melanocephala  – Tanzania-apalis
- Apalis nigriceps  – Zwartkapapalis
- Apalis personata  – Kivu-apalis
- Apalis porphyrolaema  – Bergapalis
- Apalis ruddi  – Rudds apalis
- Apalis rufogularis  – Zwartrugapalis
- Apalis sharpii  – Kortstaartapalis
- Apalis stronachi  – Masai-apalis
- Apalis thoracica  – Halsbandapalis